# Лухар
Лухар (ісп. Lújar) — муніципалітет в Іспанії, у складі автономної спільноти Андалусія, у провінції Гранада. Населення — 462 особи (2010).
Муніципалітет розташований на відстані близько 400 км на південь від Мадрида, 46 км на південь від Гранади.
На території муніципалітету розташовані такі населені пункти: (дані про населення за 2010 рік)
- Лос-Карлос: 90 осіб
- Лухар: 372 особи

## Демографія
Динаміка населення (INE ):

## Галерея зображень

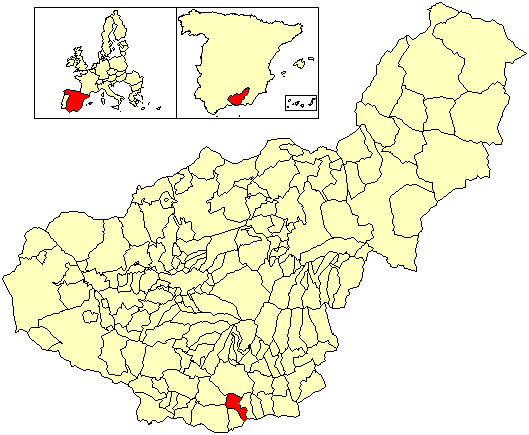
Розташування муніципалітету у провінції Гранада